# Lauro Rocha
Lauro Rocha González (Atotonilco el Alto, Jalisco; 11 de marzo de 1908 - Villa de Guadalupe, Ciudad de México; 31 de diciembre de 1936) fue un militar mexicano que participó en la Guerra Cristera y la Segunda Guerra Cristera.

## Biografía

### Estudios
Hizo sus estudios en el colegio del Prof. Atilano Zavala, luego en el Instituto de Ciencias y después en la Escuela de Medicina del Estado.
Al terminar la Guerra Cristera fue a radicar a México para seguir sus estudios profesionales de Medicina, trabajó para costearse los estudios de Veterinaria, por ser más económica esta carrera, fue por eso que estuvo en el colegio Militar y después en la Escuela Nacional Veterinaria.

### Activismo Católico
Fue miembro de la Acción Social Católica de los Jaliscienses al lado de Anacleto González Flores, Miguel Gómez Loza y Luis Padilla Gómez, siendo miembro de la ACJM y de la Unión Popular, distribuidor del periódico GLADIUM un periódico catalogado por el gobierno como: "periódico religioso de propaganda sediciosa en contra del gobierno", y uno de los defensores del Santuario de Guadalupe, por lo cual vio obstaculizados sus estudios por el Gobierno del estado.

### Guerra Cristera
Al comenzar el Movimiento Cristero en 1927, se fue a combatir del bando cristero. Allí lo encontró el general Enrique Gorostieta Velarde que mucho lo estimó por su valor y disciplina y lo ascendió a general con tan solo 19 años por méritos en combate en el año de 1928, a cargo del regimiento de Ayotlán. Estuvo la mayor parte del tiempo en Los Altos de Jalisco, donde fue compañero de armas u subalterno del padre Aristeo Pedroza; Victoriano Ramírez y Miguel Hernández González.
Participa en el intento de tomar Guadalajara, en ella, mientras José Reyes Vega ataca un tren que va de Poncitlán a Guadalajara, junto al General Miguel Hernández ataca Juanacatlán donde se encontraron con un inesperado convoy militar encabezando por Manuel Orozco e Isidoro Vázquez, auxiliados de dos aviones del gobierno, en tanto que en la localidad de Puente Grande, se encontraban Quirino Navarro y Rosario de Orozco, al que hicieron frente, pero dada la superioridad numérica no pudieron seguir hacia Guadalajara, sino que tuvieron que salir huyendo de regreso a Los Altos. El último acontecimiento de la guerra cristera en San Francisco del Rincón, fue un ataque efectuado por Rocha y el sacerdote Aristeo Pedroza el 5 de abril de 1929, librándose aguerrido combate en las inmediaciones de lo que hoy es la Colonia Cuauhtémoc. Formó con el general Manuel Michel, los hermanos Rincón Fragoso y otros cristeros de Occidente al Bloque Lateral Independiente.

### Segunda Guerra Cristera
En 1934 durante el gobierno cardenista debido a que se implantaría la educación socialista, Rocha se levantó en armas el 1 de abril de 1935 publicando en Los Altos de Jalisco su primera proclama. Organizando una lucha armada en algunos municipios de Jalisco, logró estar al mandó de 400 hombres. Demostró en campaña compromiso, ya que hizo viajes a México, Guadalajara, Nayarit, Colima, Guanajuato, Toluca y Querétaro, burlando la vigilancia del gobierno. 
A pesar de que este movimiento contó con menos peso que la primera guerra cristera, logró notoriedad en 1936 ya que ganó una parte de los municipios de Jalisco y Nayarit. Fue comandante de la Liga para la Defensa de la Libertad Religiosa en el centro y el norte del país, disponía de agentes en la Ciudad de México, Guanajuato, Michoacán, Durango y Zacatecas. Debido al cambio de estrategia del gobierno (más pacifista limitándose a solo asesinar a cabecillas cristeros) el movimiento fue perdiendo fuerza.

“Yo creo que no duro mucho tiempo... a mi vuelta a esta región, encontré cambiada por completo la gente pacífica, así que estamos viviendo en un medio por completo hostil. Esto obedece a diversas causas: la gran pobreza que reina debido a la pérdida de las cosechas del año pasado... la conducta de conciliación que vienen observando desde hace tiempo los jefes y oficiales del gobierno con el clero... la labor abiertamente contraria a nuestros ideales que hacen los señores curas... La primera pastoral del señor Garibi... nos ha perjudicado más que el mismo gobierno. ¿Qué hacer en este caso? ¿Nos enfrentamos a las autoridades eclesiásticas? Escandalizaríamos al pueblo... Dilema: ¿sigo empujando a un sacrificio estéril... o me convierto en jefe de bandoleros...? ¿Qué hago con los que lancé a las armas en Los Altos...? Todo el mundo nos denuncia, y el que no se anima a hacerlo nos niega hasta una tortilla..."
Lauro Rocha (Junio 1936)

#### Muerte
Fue a la capital mexicana en el verano de 1936 cuando fue denunciado por un conocido suyo y asesinado por agentes del gobierno en Ciudad de México el día 31 de diciembre de 1936. Los espías del gobierno que lo tenían localizado avisaron al Ministro de Defensa Manuel Ávila Camacho, y este ordenó su ejecución: dos días después el Gobierno entregó su cadáver a sus familiares, siendo enterrado el 3 de enero de 1937 en el Panteón Español.

### Financiación del Gobierno Mexicano
Según diversos autores, los generales federales no querían terminar con el conflicto armado debido a los grandes beneficios que obtenían del presupuesto. Muchos agraristas recibían promesas de obtener tierras expropiadas a los cristeros. Un personaje de la época contó al historiador Jean Meyer.

cómo compraba directamente en el arsenal, y Lauro Rocha adquiría sus municiones del general del 74° regimiento, que a continuación hacía una salida y engrosaba la cifra de las municiones utilizadas.
Carlos Díez de Sollano

El general de división Joaquín Amaro Domínguez, secretario de Guerra, “acusaba al general Jesús María Ferreira de haber sacado un millón de pesos de Los Altos de Jalisco”. Según consta en su expediente de la Sedena, al término de la guerra cristera, en 1929, Ferreira, tuvo que huir a Estados Unidos por las acusaciones que por robo había en su contra.